# Газети Намібії
Це список газет, публікованих в Намібії.
- Allgemeine Zeitung, приватна, німецькомовна
- Buchter News, приватна, англійською
- The Caprivi Vision, приватна, англійською/тубільними мовами
- Insight Namibia, приватна, англійською
- Namibia Economist, приватна, англійською
- The Namibian, приватна, англійською//тубільними мовами
- Namib Times, приватна, англійською/африкаанс
- Namibian Sun, приватна, англійською
- Namibia Today, приватна, англійською, орган SWAPO[1]
- New Era, приватна, англійською
- Omutumwa, приватна, /тубільними мовами
- Oshili24, приватна, англійською
- Die Republikein, приватна, мовою африкаанс
- Windhoek Observer, приватна, англійською
- The Observer, приватна, англійською